# نانسي أوليفر
نانسي أوليفر (بالإنجليزية: Nancy Oliver)‏ هي كاتبة مسرحية وكاتِبة وكاتبة سيناريو أمريكية، ولدت في 8 فبراير 1955 في فرامينغهام في الولايات المتحدة.

## وصلات خارجية
- نانسي أوليفر على موقع IMDb (الإنجليزية)
- نانسي أوليفر على موقع قاعدة بيانات الفيلم (الإنجليزية)